# 784
Cette page concerne l'année 784  du calendrier julien. Pour l'année 784 av. J.-C., voir 784 av. J.-C.
L'année 784 est une année bissextile qui commence un jeudi.

## Événements
- Janvier : triomphe de Staurakios à Constantinople[1].
- 11 avril : Charlemagne célèbre Pâque à Herstal. Il décide de terminer la guerre de Saxe. Il marche le long de la Lippe et de la Weser. De fortes pluies rendent le pays impraticable. Charlemagne laisse son fils Charles pour tenir les Saxons en respect et marche lui-même à travers la Thuringe avec le gros de l’armée, dévastant le pays entre la Saale et l’Elbe. Il rentre à Worms avant l’automne, puis rassemble de nouvelles troupes pour retourner sur la Weser. Devant les pluies et les inondations, il se replie sur le château d'Eresburg où il passe pour la première fois l’hiver en territoire ennemi, et prépare la campagne suivante[2].
- Mai :
  - l'empereur du Japon Kanmu transfère la capitale impériale de Nara à Nagaoka-kyō[3] (Yamashiro) pour se dégager de l’influence des temples, et à travers eux des Chinois, qui par le biais des ordinations, tentent d’exercer des pressions sur le gouvernement japonais. Fin de l'époque de Nara.
  - Irène et Constantin VI en Thrace : reconstruction de Berroea et Philippopolis, refortification d'Anchialos, et repopulation des vallées du Strymon et de l'Hèbre[4].
- 16 juillet : Angilram, évêque de Metz, devient archichapelain du roi (784-791) à la mort de Fulrad[5].
- 31 août : le patriarche de Constantinople iconoclaste Paul doit démissionner au profit de Taraise, élu le 25 décembre sur instigation d'Irène, tandis que le concile de Hiéreia est dénoncé[4].
- Hiver : révolte des Frisons de l'Est, alliés aux Saxons contre Charlemagne[6] qui les soumet en 785.

## Décès en 784
- 16 juillet : Fulrad, abbé de Saint-Denis[5].
- 21 août : Albéric d'Utrecht (de), moine bénédictin hollandais, évêque d'Utrecht.

- Bashar ibn Burd (né en 714), poète persan exécuté pour ses croyances manichéennes.